# 馬拉奇山

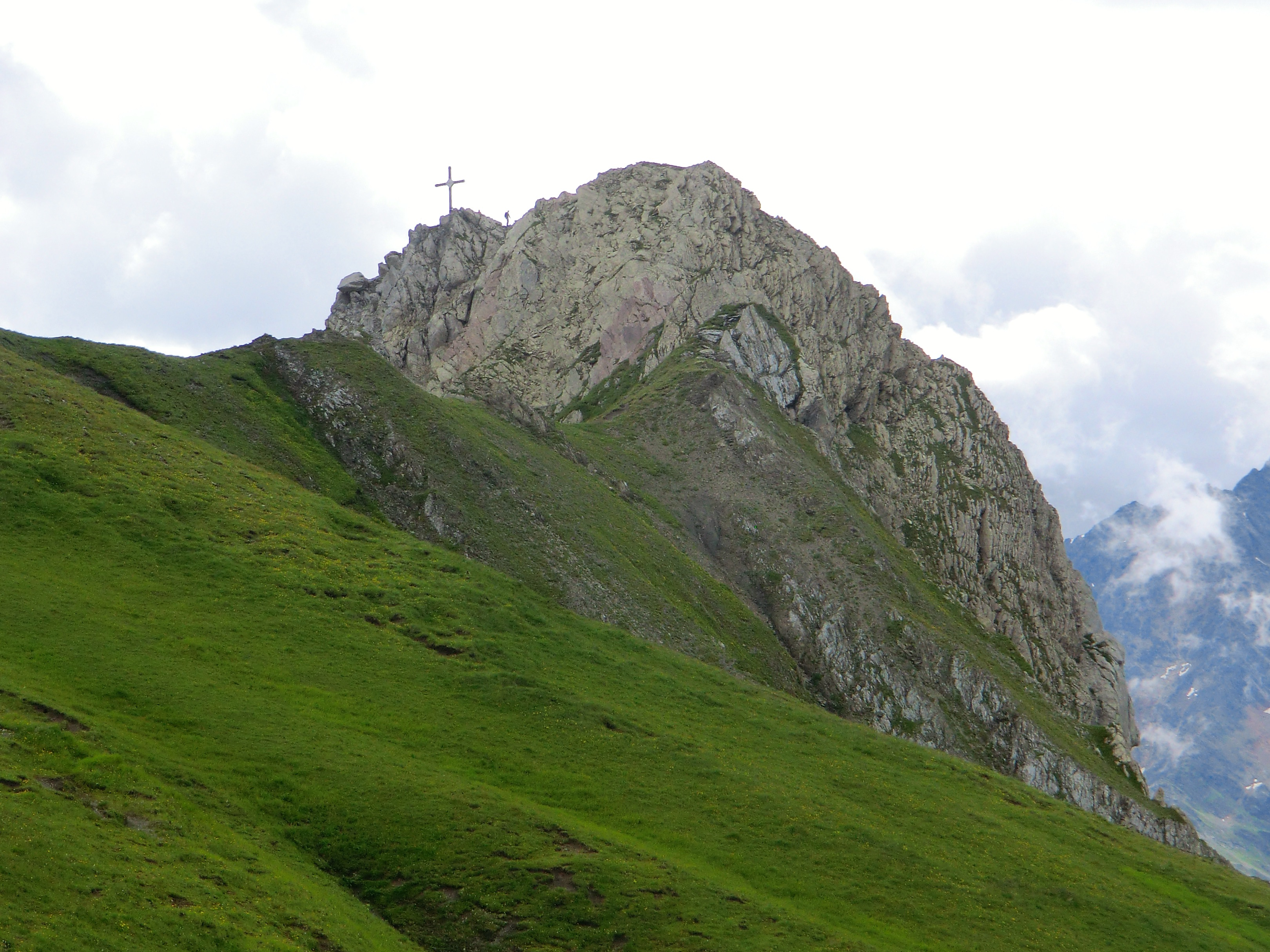

47°10′13″N 10°19′49″E / 47.17023°N 10.33024°E
馬拉奇山（德語：Malatschkopf），是奧地利的山峰，位於該國西部，由蒂羅爾州負責管轄，屬於萊希塔爾阿爾卑斯山脈的一部分，距離格里斯山0.3公里，海拔高度2,390米，每年平均降雨量1,730毫米。